# Meigenia incana
Meigenia incana là một loài ruồi trong họ Tachinidae.